# 李夫克
李夫克（1915年—1988年），江西省莲花县人。中国人民解放军开国少将。

## 生平
1930年参加革命。1931年参加中国工农红军，任国家政治保卫局保卫队大队长，陕北红三十军参谋长。
抗战时期，任抗大训练部军事教育科科长，八路军第120师358旅参谋长，晋西北军区参谋处处长兼第一军分区副司令员，晋绥军区教导团团长。
第二次国共内战时期，任晋绥野战军副参谋长，西北野战军第三纵队独立第5旅旅长，西北野战军第二副参谋长。
1949年后，任西南军区副参谋长，代参谋长，军事科学院战役研究部部长，副秘书长，中国人民解放军军政大学副校长兼理论研究部部长，中国人民解放军政治学院副院长。
1955年，授予中国人民解放军少将。